# Powiaty w Polsce w latach 1944–1975
Powiaty w Polsce w latach 1944–1975 – lista jednostek samorządu terytorialnego II stopnia i podziału administracyjnego w Polsce, istniejących od 1945 do 1975.

## Historia
21 sierpnia 1944 Polski Komitet Wyzwolenia Narodowego zniósł dekretem wprowadzoną przez okupanta strukturę administracyjną, przywracając przedwojenny podział administracyjny Polski, w tym również powiaty. Ustalanie nowego podziału terytorialnego państwa, w związku ze zmianą jego terytorium (utratą Kresów Wschodnich i przyłączeniem Ziem Odzyskanych), trwało przez kilkanaście miesięcy i zakończyło się 28 czerwca 1946, wraz z przyłączeniem do zasadniczego podziału terytorialnego państwa terenów poniemieckich. Łącznie istniały wtedy 294 powiaty, w tym 25 grodzkich. Dalsze zmiany administracyjne doprowadziły do utworzenia bądź zniesienia kolejnych jednostek samorządu terytorialnego. 31 maja 1975, w przeddzień wprowadzenia reformy administracyjnej kraju, funkcjonowały 392 powiaty, w tym 78 grodzkich.
1 czerwca 1975, wraz z wprowadzeniem reformy administracyjnej, zniesiono powiaty. Zostały one przywrócone wraz z kolejną reformą z 1999, w większości przypadków nazwą lub terytorium nawiązywały do jednostek sprzed 1975. Poniższe tabele prezentują wszystkie powiaty istniejące we wspomnianym okresie, z wyodrębnieniem powiatów grodzkich.

## Wykazpowiatów ziemskich
| Powiat                   | Od                  | Do                          | Województwo                                                                         | Dodatkowe informacje |
| ------------------------ | ------------------- | --------------------------- | ----------------------------------------------------------------------------------- | --- |
| aleksandrowski           | 21 sierpnia 1944    | 31 maja 1975                | do 5 lipca 1950: pomorskie od 6 lipca 1950: bydgoskie                               | - do 11 marca 1948 jako powiat nieszawski - utworzony ponownie 1 stycznia 1999 |
| augustowski              | 21 sierpnia 1944    | 31 maja 1975                | białostockie                                                                        | - w 1945 część powiatu przyłączona do ZSRR - utworzony ponownie 1 stycznia 1999 |
| babimojski               | 1945                | 31 grudnia 1950             | do 5 lipca 1950: poznańskie od 6 lipca 1950: zielonogórskie                         | - całość terytorium włączona w skład nowego powiatu sulechowskiego |
| bartoszycki              | 29 maja 1946        | 31 maja 1975                | olsztyńskie                                                                         | - utworzony ponownie 1 stycznia 1999 |
| bełchatowski             | 1 stycznia 1956     | 31 maja 1975                | łódzkie                                                                             | - utworzony z części terytorium powiatu piotrkowskiego - utworzony ponownie 1 stycznia 1999 |
| bełżycki                 | 1 stycznia 1956     | 31 maja 1975                | lubelskie                                                                           | - utworzony z części terytorium powiatów: lubelskiego, kraśnickiego i opolsko-lubelskiego |
| będziński                | 21 sierpnia 1944    | 31 maja 1975                | do 17 sierpnia 1945: kieleckie do 5 lipca 1950: śląskie od 6 lipca 1950: katowickie | - utworzony ponownie 1 stycznia 1999 |
| bialski (krakowski)      | 21 sierpnia 1944    | 31 grudnia 1950             | krakowskie                                                                          | - terytorium podzielone między powiaty: bielski (śląski), oświęcimski i żywiecki |
| bialski (podlaski)       | 21 sierpnia 1944    | 31 maja 1975                | białostockie                                                                        | - utworzony ponownie 1 stycznia 1999 |
| białobrzeski             | 1 stycznia 1956     | 31 maja 1975                | kieleckie                                                                           | - utworzony z części terytorium powiatów: radomskiego i grójeckiego - utworzony ponownie 1 stycznia 1999 |
| białogardzki             | 1945                | 31 maja 1975                | do 5 lipca 1950: szczecińskie od 6 lipca 1950: koszalińskie                         | - początkowo jako powiat białogrodzki - utworzony ponownie 1 stycznia 1999 |
| białostocki              | 21 sierpnia 1944    | 31 maja 1975                | białostockie                                                                        | - utworzony ponownie 1 stycznia 1999 |
| bielski (podlaski)       | 21 sierpnia 1944    | 31 maja 1975                | białostockie                                                                        | - utworzony ponownie 1 stycznia 1999 |
| bielski (katowicki)      | 21 sierpnia 1944    | 31 maja 1975                | do 5 lipca 1950: śląskie od 6 lipca 1950: katowickie                                | - utworzony ponownie 1 stycznia 1999 |
| bieszczadzki             | 1 listopada 1972    | 31 maja 1975                | rzeszowskie                                                                         | - utworzony z terytorium powiatów: ustrzyckiego, leskiego oraz części sanockiego |
| biłgorajski              | 21 sierpnia 1944    | 31 maja 1975                | lubelskie                                                                           | - utworzony ponownie 1 stycznia 1999 |
| biskupiecki              | 21 sierpnia 1944    | 31 maja 1975                | olsztyńskie                                                                         | - do 31 grudnia 1958 jako powiat reszelski |
| bocheński                | 21 sierpnia 1944    | 31 maja 1975                | krakowskie                                                                          | - utworzony ponownie 1 stycznia 1999 |
| bolesławiecki            | 1945                | 31 maja 1975                | wrocławskie                                                                         | - utworzony ponownie 1 stycznia 1999 |
| braniewski               | 1945                | 31 maja 1975                | olsztyńskie                                                                         | - początkowo jako powiat broniewski - utworzony ponownie 1 stycznia 1999 |
| brodnicki                | 21 sierpnia 1944    | 31 maja 1975                | do 5 lipca 1950: pomorskie od 6 lipca 1950: bydgoskie                               | - utworzony ponownie 1 stycznia 1999 |
| brzeski (krakowski)      | 21 sierpnia 1944    | 31 maja 1975                | krakowskie                                                                          | - utworzony ponownie 1 stycznia 1999 |
| brzeski (opolski)        | 1945                | 31 maja 1975                | do 5 lipca 1950: wrocławskie od 6 lipca 1950: opolskie                              | - utworzony ponownie 1 stycznia 1999 |
| brzeziński               | 21 sierpnia 1944    | 31 maja 1975                | łódzkie                                                                             | - utworzony ponownie 1 stycznia 2002 |
| brzozowski               | 21 sierpnia 1944    | 31 maja 1975                | rzeszowskie                                                                         | - utworzony ponownie 1 stycznia 1999 |
| buski                    | 21 sierpnia 1944    | 31 maja 1975                | kieleckie                                                                           | - do 11 marca 1948 jako powiat stopnicki - utworzony ponownie 1 stycznia 1999 |
| bychawski                | 1 stycznia 1956     | 31 maja 1975                | lubelskie                                                                           | - utworzony z części terytorium powiatów: lubelskiego, krasnostawskiego i kraśnickiego |
| bydgoski                 | 21 sierpnia 1944    | 31 maja 1975                | do 5 lipca 1950: pomorskie od 6 lipca 1950: bydgoskie                               | - utworzony ponownie 1 stycznia 1999 |
| bystrzycki               | 1945                | 31 maja 1975                | wrocławskie                                                                         | – |
| bytomski                 | 1945                | 31 marca 1951               | do 5 lipca 1950: śląskie od 6 lipca 1950: katowickie                                | - terytorium podzielone między powiat tarnogórski oraz miasta: Bytom i Zabrze |
| bytowski                 | 1945                | 31 maja 1975                | do 5 lipca 1950: szczecińskie od 6 lipca 1950: koszalińskie                         | - utworzony ponownie 1 stycznia 1999 |
| chełmiński               | 21 sierpnia 1944    | 31 maja 1975                | do 5 lipca 1950: pomorskie od 6 lipca 1950: bydgoskie                               | - utworzony ponownie 1 stycznia 1999 |
| chełmski                 | 21 sierpnia 1944    | 31 maja 1975                | lubelskie                                                                           | - utworzony ponownie 1 stycznia 1999 |
| chmielnicki              | 1 stycznia 1956     | 31 grudnia 1961             | kieleckie                                                                           | - utworzony z części terytorium powiatów: buskiego i kieleckiego - terytorium podzielone między powiaty: buski, kielecki, staszowski i pińczowski |
| chodzieski               | 21 sierpnia 1944    | 31 maja 1975                | poznańskie                                                                          | - utworzony ponownie 1 stycznia 1999 |
| chojeński                | 1945                | 31 maja 1975                | szczecińskie                                                                        | - początkowo jako powiat królewiecko-chojnicki |
| chojnicki                | 21 sierpnia 1944    | 31 maja 1975                | do 5 lipca 1950: pomorskie od 6 lipca 1950: bydgoskie                               | - utworzony ponownie 1 stycznia 1999 |
| choszczeński             | 1945                | 31 maja 1975                | szczecińskie                                                                        | - utworzony ponownie 1 stycznia 1999 |
| chrzanowski              | 21 sierpnia 1944    | 31 maja 1975                | krakowskie                                                                          | - utworzony ponownie 1 stycznia 1999 |
| ciechanowski             | 21 sierpnia 1944    | 31 maja 1975                | warszawskie                                                                         | - utworzony ponownie 1 stycznia 1999 |
| cieszyński               | 21 sierpnia 1944    | 31 maja 1975                | do 5 lipca 1950: śląskie od 6 lipca 1950: katowickie                                | - utworzony ponownie 1 stycznia 1999 |
| czarnkowski              | 21 sierpnia 1944    | 31 maja 1975                | poznańskie                                                                          | - utworzony ponownie 1 stycznia 1999 jako część powiatu czarnkowsko-trzcianeckiego |
| częstochowski            | 21 sierpnia 1944    | 31 maja 1975                | do 5 lipca 1950: kieleckie od 6 lipca 1950: katowickie                              | - utworzony ponownie 1 stycznia 1999 |
| człuchowski              | 1945                | 31 maja 1975                | do 5 lipca 1950: szczecińskie od 6 lipca 1950: koszalińskie                         | - początkowo jako powiat człochowski - utworzony ponownie 1 stycznia 1999 |
| dąbrowski (białostocki)  | 1 stycznia 1956     | 31 maja 1975                | białostockie                                                                        | - utworzony z części terytorium powiatów: augustowskiego i sokólskiego |
| dąbrowski (tarnowski)    | 21 sierpnia 1944    | 31 maja 1975                | krakowskie                                                                          | - utworzony ponownie 1 stycznia 1999 |
| dębicki                  | 21 sierpnia 1944    | 31 maja 1975                | do 17 sierpnia 1945: krakowskie od 18 sierpnia 1945: rzeszowskie                    | - utworzony ponownie 1 stycznia 1999 |
| dobrodzieński            | 1945 29 maja 1946   | 21 marca 1945 31 marca 1951 | do 5 lipca 1950: śląskie od 6 lipca 1950: opolskie                                  | - w obu przypadkach całość terytorium włączona w skład istniejącego powiatu lublinieckiego |
| drawski                  | 1945                | 31 maja 1975                | do 5 lipca 1950: szczecińskie od 6 lipca 1950: koszalińskie                         | - utworzony ponownie 1 stycznia 1999 |
| działdowski              | 21 sierpnia 1944    | 31 maja 1975                | do 5 lipca 1950:warszawskie od 6 lipca 1950: olsztyńskie                            | - utworzony ponownie 1 stycznia 1999 |
| dzierżoniowski           | 1945                | 31 maja 1975                | wrocławskie                                                                         | - początkowo jako powiat rychonecki - utworzony ponownie 1 stycznia 1999 |
| elbląski                 | 1945                | 31 maja 1975                | gdańskie                                                                            | - utworzony ponownie 1 stycznia 1999 |
| ełcki                    | 1945                | 31 maja 1975                | białostockie                                                                        | - utworzony ponownie 1 stycznia 1999 |
| frysztacki               | 21 sierpnia 1944    | 1945                        | –                                                                                   | - de facto na terenie Czechosłowacji, choć wymieniony w Dz.U. z 1945 r. nr 33, poz. 196 |
| garwoliński              | 21 sierpnia 1944    | 31 maja 1975                | warszawskie                                                                         | - utworzony ponownie 1 stycznia 1999 |
| gdański                  | 30 marca 1945       | 31 maja 1975                | gdańskie                                                                            | - utworzony ponownie 1 stycznia 1999 |
| giżycki                  | 1945                | 31 maja 1975                | olsztyńskie                                                                         | - początkowo jako powiat lecki lub łuczański - utworzony ponownie 1 stycznia 1999 |
| gliwicki                 | 1945                | 31 maja 1975                | do 5 lipca 1950: śląskie od 6 lipca 1950: katowickie                                | - utworzony ponownie 1 stycznia 1999 |
| głogowski                | 1945                | 31 maja 1975                | do 5 lipca 1950: wrocławskie od 6 lipca 1950: zielonogórskie                        | - utworzony ponownie 1 stycznia 1999 |
| głubczycki               | 1945                | 31 maja 1975                | do 5 lipca 1950: śląskie od 6 lipca 1950: opolskie                                  | - początkowo jako powiat głupczycki - utworzony ponownie 1 stycznia 1999 |
| gnieźnieński             | 21 sierpnia 1944    | 31 maja 1975                | poznańskie                                                                          | - utworzony ponownie 1 stycznia 1999 |
| goleniowski              | 1 października 1954 | 31 maja 1975                | szczecińskie                                                                        | - utworzony z części terytorium powiatów: kamieńskiego i nowogardzkiego - utworzony ponownie 1 stycznia 1999 |
| golubsko-dobrzyński      | 1 stycznia 1956     | 31 maja 1975                | bydgoskie                                                                           | - utworzony z części terytorium powiatów: brodnickiego, lipnowskiego, rypińskiego i wąbrzeskiego - utworzony ponownie 1 stycznia 1999 |
| gołdapski                | 1945                | 31 maja 1975                | olsztyńskie                                                                         | - utworzony ponownie 1 stycznia 2002 |
| gorlicki                 | 21 sierpnia 1944    | 31 maja 1975                | do 17 sierpnia 1945: krakowskie od 18 sierpnia 1945: rzeszowskie                    | - utworzony ponownie 1 stycznia 1999 |
| gorzowski                | 1945                | 31 maja 1975                | do 5 lipca 1950: poznańskie od 6 lipca 1950: zielonogórskie                         | - utworzony ponownie 1 stycznia 1999 |
| gostyniński              | 21 sierpnia 1944    | 31 maja 1975                | warszawskie                                                                         | - utworzony ponownie 1 stycznia 1999 |
| gostyński                | 21 sierpnia 1944    | 31 maja 1975                | poznańskie                                                                          | - utworzony ponownie 1 stycznia 1999 |
| górowski (iławecki)      | 1945                | 31 grudnia 1961             | olsztyńskie                                                                         | - do 31 grudnia 1958 jako powiat iławecki - całość powiatu włączona w skład powiatu bartoszyckiego |
| górowski (śląski)        | 1945                | 31 maja 1975                | wrocławskie                                                                         | - utworzony ponownie 1 stycznia 1999 |
| grajewski                | 21 sierpnia 1944    | 31 maja 1975                | białostockie                                                                        | - do 11 marca 1948 jako powiat szczuczyński - utworzony ponownie 1 stycznia 1999 |
| grodkowski               | 1945                | 31 maja 1975                | do 5 lipca 1950: śląskie od 6 lipca 1950: opolskie                                  | - początkowo jako powiat grotkowski |
| grodziskomazowiecki      | 21 sierpnia 1944    | 31 maja 1975                | warszawskie                                                                         | - do 11 marca 1948 jako powiat błoński - utworzony ponownie 1 stycznia 1999 jako powiat grodziski |
| grójecki                 | 21 sierpnia 1944    | 31 maja 1975                | warszawskie                                                                         | - utworzony ponownie 1 stycznia 1999 |
| grudziądzki              | 21 sierpnia 1944    | 31 maja 1975                | do 5 lipca 1950: pomorskie od 6 lipca 1950: bydgoskie                               | - utworzony ponownie 1 stycznia 1999 |
| gryficki                 | 1945                | 31 maja 1975                | szczecińskie                                                                        | - początkowo jako powiat zagórzański - utworzony ponownie 1 stycznia 1999 |
| gryfiński                | 1945                | 31 maja 1975                | szczecińskie                                                                        | - utworzony ponownie 1 stycznia 1999 |
| gubiński                 | 28 lipca 1945       | 31 grudnia 1961             | do 5 lipca 1950: poznańskie od 6 lipca 1950: zielonogórskie                         | - terytorium podzielone między powiaty: krośnieński i lubski |
| hajnowski                | 1 stycznia 1954     | 31 maja 1975                | białostockie                                                                        | - utworzony z części terytorium powiatu bielskiego - utworzony ponownie 1 stycznia 1999 |
| hrubieszowski            | 21 sierpnia 1944    | 31 maja 1975                | lubelskie                                                                           | - utworzony ponownie 1 stycznia 1999 |
| iławski                  | 21 sierpnia 1944    | 31 maja 1975                | olsztyńskie                                                                         | - do 31 grudnia 1958 jako powiat suski - utworzony ponownie 1 stycznia 1999 |
| inowrocławski            | 21 sierpnia 1944    | 31 maja 1975                | do 5 lipca 1950: pomorskie od 6 lipca 1950: bydgoskie                               | - utworzony ponownie 1 stycznia 1999 |
| janowski                 | 1 stycznia 1956     | 31 maja 1975                | lubelskie                                                                           | - utworzony z części terytorium powiatów: biłgorajskiego i kraśnickiego - utworzony ponownie 1 stycznia 1999 |
| jarociński               | 21 sierpnia 1944    | 31 maja 1975                | poznańskie                                                                          | - utworzony ponownie 1 stycznia 1999 |
| jarosławski              | 21 sierpnia 1944    | 31 maja 1975                | rzeszowskie                                                                         | - utworzony ponownie 1 stycznia 1999 |
| jasielski                | 21 sierpnia 1944    | 31 maja 1975                | do 17 sierpnia 1945: krakowskie od 18 sierpnia 1945: rzeszowskie                    | - utworzony ponownie 1 stycznia 1999 |
| jaworski                 | 1945                | 31 maja 1975                | wrocławskie                                                                         | - początkowo jako powiat jaworowski - utworzony ponownie 1 stycznia 1999 |
| jeleniogórski            | 1945                | 31 maja 1975                | wrocławskie                                                                         | - utworzony ponownie 1 stycznia 1999, od 1 stycznia 2021 jako powiat karkonoski |
| jędrzejowski             | 21 sierpnia 1944    | 31 maja 1975                | kieleckie                                                                           | - utworzony ponownie 1 stycznia 1999 |
| kaliski                  | 21 sierpnia 1944    | 31 maja 1975                | poznańskie                                                                          | - utworzony ponownie 1 stycznia 1999 |
| kamiennogórski           | 1945                | 31 maja 1975                | wrocławskie                                                                         | - początkowo jako powiat kamieniogórski - utworzony ponownie 1 stycznia 1999 |
| kamieński                | 1945                | 31 maja 1975                | szczecińskie                                                                        | - utworzony ponownie 1 stycznia 1999 |
| kartuski                 | 21 sierpnia 1944    | 31 maja 1975                | do 6 kwietnia 1945: pomorskie od 7 kwietnia 1945: gdańskie                          | - utworzony ponownie 1 stycznia 1999 |
| katowicki                | 21 sierpnia 1944    | 31 marca 1951               | do 5 lipca 1950: śląskie od 6 lipca 1950: katowickie                                | - terytorium podzielone między miasta: Bytom, Katowice, Mysłowice, Nowy Bytom, Ruda, Siemianowice Śląskie, Szopienice, Świętochłowice i Zabrze |
| kazimierski              | 1 stycznia 1956     | 31 maja 1975                | kieleckie                                                                           | - utworzony z części terytorium powiatu pińczowskiego - utworzony ponownie 1 stycznia 1999 |
| kępiński                 | 21 sierpnia 1944    | 31 maja 1975                | poznańskie                                                                          | - utworzony ponownie 1 stycznia 1999 |
| kętrzyński               | 1945                | 31 maja 1975                | olsztyńskie                                                                         | - początkowo jako powiat rastemborski - utworzony ponownie 1 stycznia 1999 |
| kielecki                 | 21 sierpnia 1944    | 31 maja 1975                | kieleckie                                                                           | - utworzony ponownie 1 stycznia 1999 |
| kluczborski              | 1945                | 31 maja 1975                | do 5 lipca 1950: śląskie od 6 lipca 1950: opolskie                                  | - początkowo jako powiat kluczboreski - utworzony ponownie 1 stycznia 1999 |
| kłobucki                 | 1 lipca 1952        | 31 maja 1975                | katowickie                                                                          | - utworzony z części terytorium powiatu częstochowskiego - utworzony ponownie 1 stycznia 1999 |
| kłodzki                  | 1945                | 31 maja 1975                | wrocławskie                                                                         | - początkowo jako powiat kładzki - utworzony ponownie 1 stycznia 1999 |
| kolbuszowski             | 21 sierpnia 1944    | 31 maja 1975                | rzeszowskie                                                                         | - utworzony ponownie 1 stycznia 1999 |
| kolneński                | 1 stycznia 1948     | 31 maja 1975                | białostockie                                                                        | - utworzony z części terytorium powiatów: łomżyńskiego, ostrołęckiego i szczuczyńskiego - utworzony ponownie 1 stycznia 1999 |
| kolski                   | 21 sierpnia 1944    | 31 maja 1975                | poznańskie                                                                          | - utworzony ponownie 1 stycznia 1999 |
| kołobrzeski              | 1945                | 31 maja 1975                | do 5 lipca 1950: szczecińskie od 6 lipca 1950: koszalińskie                         | - utworzony ponownie 1 stycznia 1999 |
| konecki                  | 21 sierpnia 1944    | 31 maja 1975                | do 5 lipca 1950: łódzkie od 6 lipca 1950: kieleckie                                 | - utworzony ponownie 1 stycznia 1999 |
| koniński                 | 21 sierpnia 1944    | 31 maja 1975                | poznańskie                                                                          | - utworzony ponownie 1 stycznia 1999 |
| koszaliński              | 1945                | 31 maja 1975                | do 5 lipca 1950: szczecińskie od 6 lipca 1950: koszalińskie                         | - utworzony ponownie 1 stycznia 1999 |
| kościański               | 21 sierpnia 1944    | 31 maja 1975                | poznańskie                                                                          | - utworzony ponownie 1 stycznia 1999 |
| kościerski               | 21 sierpnia 1944    | 31 maja 1975                | do 6 kwietnia 1945: pomorskie od 7 kwietnia 1945: gdańskie                          | - utworzony ponownie 1 stycznia 1999 |
| kozielski                | 1945                | 31 maja 1975                | do 5 lipca 1950: śląskie od 6 lipca 1950: opolskie                                  | - utworzony ponownie 1 stycznia 1999 jako powiat kędzierzyńsko-kozielski |
| kozienicki               | 21 sierpnia 1944    | 31 maja 1975                | kieleckie                                                                           | - utworzony ponownie 1 stycznia 1999 |
| krakowski                | 21 sierpnia 1944    | 31 maja 1975                | krakowskie                                                                          | - utworzony ponownie 1 stycznia 1999 |
| krapkowicki              | 1 stycznia 1956     | 31 maja 1975                | opolskie                                                                            | - utworzony z części terytorium powiatów: opolskiego, prudnickiego i strzeleckiego - utworzony ponownie 1 stycznia 1999 |
| krasnostawski            | 21 sierpnia 1944    | 31 maja 1975                | lubelskie                                                                           | - utworzony ponownie 1 stycznia 1999 |
| kraśnicki                | 21 sierpnia 1944    | 31 maja 1975                | lubelskie                                                                           | - do 8 sierpnia 1945 jako powiat janowski - utworzony ponownie 1 stycznia 1999 |
| krośnieński (odrzański)  | 28 lipca 1945       | 31 maja 1975                | do 5 lipca 1950: poznańskie od 6 lipca 1950: zielonogórskie                         | - utworzony ponownie 1 stycznia 1999 |
| krośnieński (rzeszowski) | 21 sierpnia 1944    | 31 maja 1975                | rzeszowskie                                                                         | - utworzony ponownie 1 stycznia 1999 |
| krotoszyński             | 21 sierpnia 1944    | 31 maja 1975                | poznańskie                                                                          | - utworzony ponownie 1 stycznia 1999 |
| kutnowski                | 21 sierpnia 1944    | 31 maja 1975                | łódzkie                                                                             | - utworzony ponownie 1 stycznia 1999 |
| kwidzyński               | 1945                | 31 maja 1975                | gdańskie                                                                            | - utworzony ponownie 1 stycznia 1999 |
| legnicki                 | 1945                | 31 maja 1975                | wrocławskie                                                                         | - początkowo jako powiat lignicki - utworzony ponownie 1 stycznia 1999 |
| leski                    | 21 sierpnia 1944    | 31 października 1972        | rzeszowskie                                                                         | - całość terytorium włączona w skład nowego powiatu bieszczadzkiego - utworzony ponownie 1 stycznia 2002 |
| leszczyński              | 21 sierpnia 1944    | 31 maja 1975                | poznańskie                                                                          | - utworzony ponownie 1 stycznia 1999 |
| leżajski                 | 1 stycznia 1956     | 31 maja 1975                | rzeszowskie                                                                         | - utworzony z części terytoriów powiatów: biłgorajskiego, łańcuckiego i niżańskiego - utworzony ponownie 1 stycznia 1999 |
| lęborski                 | 1945                | 31 maja 1975                | gdańskie                                                                            | - utworzony ponownie 1 stycznia 1999 |
| lidzbarski               | 1945                | 31 maja 1975                | olsztyńskie                                                                         | - początkowo jako powiat licbarski - utworzony ponownie 1 stycznia 1999 |
| limanowski               | 21 sierpnia 1944    | 31 maja 1975                | krakowskie                                                                          | - utworzony ponownie 1 stycznia 1999 |
| lipnowski                | 21 sierpnia 1944    | 31 maja 1975                | do 5 lipca 1950: pomorskie od 6 lipca 1950: bydgoskie                               | - utworzony ponownie 1 stycznia 1999 |
| lipski                   | 1 stycznia 1956     | 31 maja 1975                | kieleckie                                                                           | - utworzony z części terytorium powiatu iłżeckiego - utworzony ponownie 1 stycznia 1999 |
| lubaczowski              | 21 sierpnia 1944    | 31 maja 1975                | rzeszowskie                                                                         | - utworzony ponownie 1 stycznia 1999 |
| lubartowski              | 21 sierpnia 1944    | 31 maja 1975                | lubelskie                                                                           | - utworzony ponownie 1 stycznia 1999 |
| lubelski                 | 21 sierpnia 1944    | 31 maja 1975                | lubelskie                                                                           | - utworzony ponownie 1 stycznia 1999 |
| lubański                 | 1945                | 31 maja 1975                | wrocławskie                                                                         | - utworzony ponownie 1 stycznia 1999 |
| lubiński                 | 1945                | 31 maja 1975                | wrocławskie                                                                         | - początkowo jako powiat bukowiecko-lubiński - utworzony ponownie 1 stycznia 1999 |
| lubliniecki              | 21 sierpnia 1944    | 31 maja 1975                | do 5 lipca 1950: śląskie od 6 lipca 1950: katowickie                                | - utworzony ponownie 1 stycznia 1999 |
| lubski                   | 1 października 1954 | 31 maja 1975                | zielonogórskie                                                                      | - utworzony z części terytoriów powiatów: gubińskiego, krośnieńskiego i żarskiego |
| lwówecki                 | 1945                | 31 maja 1975                | wrocławskie                                                                         | - początkowo jako powiat lwowski - utworzony ponownie 1 stycznia 1999 |
| łańcucki                 | 21 sierpnia 1944    | 31 maja 1975                | rzeszowskie                                                                         | - utworzony ponownie 1 stycznia 1999 |
| łapski                   | 13 listopada 1954   | 31 maja 1975                | białostockie                                                                        | - utworzony z części terytoriów powiatów: białostockiego i wysokomazowieckiego |
| łaski                    | 21 sierpnia 1944    | 31 maja 1975                | łódzkie                                                                             | - utworzony ponownie 1 stycznia 1999 |
| łęczycki                 | 21 sierpnia 1944    | 31 maja 1975                | łódzkie                                                                             | - utworzony ponownie 1 stycznia 1999 |
| łomżyński                | 21 sierpnia 1944    | 31 maja 1975                | do 17 sierpnia 1945: warszawskie od 18 sierpnia 1945:białostockie                   | - utworzony ponownie 1 stycznia 1999 |
| łobeski                  | 1945                | 31 maja 1975                | szczecińskie                                                                        | - początkowo jako powiat ławicki - utworzony ponownie 1 stycznia 2002 |
| łosicki                  | 1 stycznia 1956     | 31 maja 1975                | warszawskie                                                                         | - utworzony z części terytoriów powiatów: bialskiego, siedleckiego i sokołowskiego - utworzony ponownie 1 stycznia 1999 |
| łowicki                  | 21 sierpnia 1944    | 31 maja 1975                | łódzkie                                                                             | - utworzony ponownie 1 stycznia 1999 |
| łódzki                   | 21 sierpnia 1944    | 31 maja 1975                | łódzkie                                                                             | - utworzony ponownie 1 stycznia 1999 jako powiat łódzki wschodni |
| łukowski                 | 21 sierpnia 1944    | 31 maja 1975                | lubelskie                                                                           | - utworzony ponownie 1 stycznia 1999 |
| makowski                 | 21 sierpnia 1944    | 31 maja 1975                | warszawskie                                                                         | - utworzony ponownie 1 stycznia 1999 |
| malborski                | 1945                | 31 maja 1975                | gdańskie                                                                            | - utworzony ponownie 1 stycznia 1999 |
| miastecki                | 1945                | 31 maja 1975                | do 5 lipca 1950: szczecińskie od 6 lipca 1950: koszalińskie                         | – |
| miechowski               | 21 sierpnia 1944    | 31 maja 1975                | do 31 marca 1945: kieleckie od 1 kwietnia 1945: krakowskie                          | - utworzony ponownie 1 stycznia 1999 |
| mielecki                 | 21 sierpnia 1944    | 31 maja 1975                | do 17 sierpnia 1945: krakowskie od 18 sierpnia 1945: rzeszowskie                    | - utworzony ponownie 1 stycznia 1999 |
| międzychodzki            | 21 sierpnia 1944    | 31 maja 1975                | poznańskie                                                                          | - utworzony ponownie 1 stycznia 1999 |
| międzyrzecki             | 1945                | 31 maja 1975                | do 5 lipca 1950: poznańskie od 6 lipca 1950: zielonogórskie                         | - utworzony ponownie 1 stycznia 1999 |
| milicki                  | 1945                | 31 maja 1975                | wrocławskie                                                                         | - utworzony ponownie 1 stycznia 1999 |
| miński                   | 21 sierpnia 1944    | 31 maja 1975                | warszawskie                                                                         | - utworzony ponownie 1 stycznia 1999 |
| mławski                  | 21 sierpnia 1944    | 31 maja 1975                | warszawskie                                                                         | - utworzony ponownie 1 stycznia 1999 |
| mogileński               | 21 sierpnia 1944    | 31 maja 1975                | do 5 lipca 1950: poznańskie od 6 lipca 1950: bydgoskie                              | - utworzony ponownie 1 stycznia 1999 |
| moniecki                 | 1 kwietnia 1954     | 31 maja 1975                | białostockie                                                                        | - utworzony z części terytorium powiatu białostockiego - utworzony ponownie 1 stycznia 1999 |
| morąski                  | 1945                | 31 maja 1975                | olsztyńskie                                                                         | – |
| mrągowski                | 1945                | 31 maja 1975                | olsztyńskie                                                                         | - początkowo jako powiat ządzborski - utworzony ponownie 1 stycznia 1999 |
| myszkowski               | 1 stycznia 1956     | 31 maja 1975                | katowickie                                                                          | - utworzony z części terytorium powiatu zawierciańskiego - utworzony ponownie 1 stycznia 1999 |
| myślenicki               | 21 sierpnia 1944    | 31 maja 1975                | krakowskie                                                                          | - utworzony ponownie 1 stycznia 1999 |
| myśliborski              | 1945                | 31 maja 1975                | szczecińskie                                                                        | - utworzony ponownie 1 stycznia 1999 |
| namysłowski              | 1945                | 31 maja 1975                | do 5 lipca 1950: wrocławskie od 6 lipca 1950: opolskie                              | - utworzony ponownie 1 stycznia 1999 |
| nidzicki                 | 1945                | 31 maja 1975                | olsztyńskie                                                                         | - początkowo jako powiat niborski - utworzony ponownie 1 stycznia 1999 |
| niemodliński             | 1945                | 31 maja 1975                | do 5 lipca 1950: śląskie od 6 lipca 1950: opolskie                                  | – |
| nowodworsko-gdański      | 1 stycznia 1954     | 31 maja 1975                | gdańskie                                                                            | - utworzony ponownie 1 stycznia 1999 jako powiat nowodworski (gdański) |
| nowodworski              | 1 lipca 1952        | 31 maja 1975                | warszawskie                                                                         | - utworzony z części terytoriów powiatów: pułtuskiego, sochaczewskiego i warszawskiego - utworzony ponownie 1 stycznia 1999 |
| nowogardzki              | 1945                | 31 maja 1975                | szczecińskie                                                                        | - początkowo jako powiat nowogrodzki |
| nowomiejski              | 21 sierpnia 1944    | 31 maja 1975                | do 5 lipca 1950: pomorskie od 6 lipca 1950: olsztyńskie                             | - do 11 marca 1948 jako powiat lubawski - utworzony ponownie 1 stycznia 1999 |
| noworudzki               | 1 października 1954 | 31 maja 1975                | wrocławskie                                                                         | - utworzony z części terytorium powiatu kłodzkiego |
| nowosądecki              | 21 sierpnia 1944    | 31 maja 1975                | krakowskie                                                                          | - utworzony ponownie 1 stycznia 1999 |
| nowosolski               | 21 sierpnia 1944    | 31 maja 1975                | do 5 lipca 1950: wrocławskie od 6 lipca 1950: zielonogórskie                        | - do 23 czerwca 1953 jako powiat kożuchowski - utworzony ponownie 1 stycznia 1999 |
| nowotarski               | 21 sierpnia 1944    | 31 maja 1975                | krakowskie                                                                          | - utworzony ponownie 1 stycznia 1999 |
| nowotomyski              | 21 sierpnia 1944    | 31 maja 1975                | poznańskie                                                                          | - utworzony ponownie 1 stycznia 1999 |
| nyski                    | 1945                | 31 maja 1975                | do 5 lipca 1950: śląskie od 6 lipca 1950: opolskie                                  | - początkowo jako powiat niski - utworzony ponownie 1 stycznia 1999 |
| nytyski                  | 1945                | 29 maja 1946                | –                                                                                   | - całość powiatu włączona w skład powiatu gdańskiego |
| obornicki                | 21 sierpnia 1944    | 31 maja 1975                | poznańskie                                                                          | - utworzony ponownie 1 stycznia 1999 |
| olecki                   | 1945                | 31 maja 1975                | białostockie                                                                        | - utworzony ponownie 1 stycznia 2002 |
| oleski                   | 1945                | 31 maja 1975                | do 5 lipca 1950: śląskie od 6 lipca 1950: opolskie                                  | - utworzony ponownie 1 stycznia 1999 |
| oleśnicki                | 1945                | 31 maja 1975                | wrocławskie                                                                         | - utworzony ponownie 1 stycznia 1999 |
| olkuski                  | 21 sierpnia 1944    | 31 maja 1975                | do 17 sierpnia 1945: kieleckie od 18 sierpnia 1945: krakowskie                      | - utworzony ponownie 1 stycznia 1999 |
| olsztyński               | 1945                | 31 maja 1975                | olsztyńskie                                                                         | - utworzony ponownie 1 stycznia 1999 |
| oławski                  | 1945                | 31 maja 1975                | wrocławskie                                                                         | - utworzony ponownie 1 stycznia 1999 |
| opatowski                | 21 sierpnia 1944    | 31 maja 1975                | kieleckie                                                                           | - utworzony ponownie 1 stycznia 1999 |
| opoczyński               | 21 sierpnia 1944    | 31 maja 1975                | do 5 lipca 1950: łódzkie od 6 lipca 1950: kieleckie                                 | - utworzony ponownie 1 stycznia 1999 |
| opolsko-lubelski         | 13 listopada 1954   | 31 maja 1975                | lubelskie                                                                           | - utworzony z części terytorium powiatu puławskiego - utworzony ponownie 1 stycznia 1999 jako powiat opolski (lubelski) |
| opolski                  | 1945                | 31 maja 1975                | do 5 lipca 1950: śląskie od 6 lipca 1950: opolskie                                  | - utworzony ponownie 1 stycznia 1999 |
| ostrołęcki               | 21 sierpnia 1944    | 31 maja 1975                | warszawskie                                                                         | - utworzony ponownie 1 stycznia 1999 |
| ostrowski (mazowiecki)   | 21 sierpnia 1944    | 31 maja 1975                | warszawskie                                                                         | - utworzony ponownie 1 stycznia 1999 |
| ostrowski (wielkopolski) | 21 sierpnia 1944    | 31 maja 1975                | poznańskie                                                                          | - utworzony ponownie 1 stycznia 1999 |
| ostródzki                | 1945                | 31 maja 1975                | olsztyńskie                                                                         | - utworzony ponownie 1 stycznia 1999 |
| ostrzeszowski            | 1 października 1954 | 31 maja 1975                | poznańskie                                                                          | - utworzony z części terytoriów powiatów: kępińskiego, ostrowskiego i wieluńskiego - utworzony ponownie 1 stycznia 1999 |
| oświęcimski              | 1 stycznia 1951     | 31 maja 1975                | krakowskie                                                                          | - utworzony z części terytoriów powiatów: bialskiego i wadowickiego - utworzony ponownie 1 stycznia 1999 |
| otwocki                  | 1 stycznia 1958     | 31 maja 1975                | warszawskie                                                                         | - utworzony z większości terytorium powiatu miejsko-uzdrowiskowego Otwock (bez Otwocka) - utworzony ponownie 1 stycznia 1999 |
| pajęczański              | 1 stycznia 1956     | 31 maja 1975                | łódzkie                                                                             | - utworzony z części terytoriów powiatów: radomszczańskiego i wieluńskiego - utworzony ponownie 1 stycznia 1999 |
| parczewski               | 13 listopada 1954   | 31 maja 1975                | lubelskie                                                                           | - utworzony z części terytoriów powiatów: radzyńskiego i włodawskiego - utworzony ponownie 1 stycznia 1999 |
| pasłęcki                 | 1945                | 31 maja 1975                | olsztyńskie                                                                         | – |
| piaseczyński             | 1 lipca 1952        | 31 maja 1975                | warszawskie                                                                         | - utworzony z części terytoriów powiatów: grodziskomazowieckiego, grójeckiego i warszawskiego - utworzony ponownie 1 stycznia 1999 |
| pińczowski               | 21 sierpnia 1944    | 31 maja 1975                | kieleckie                                                                           | - utworzony ponownie 1 stycznia 1999 |
| piotrkowski              | 21 sierpnia 1944    | 31 maja 1975                | łódzkie                                                                             | - utworzony ponownie 1 stycznia 1999 |
| piski                    | 1945                | 31 maja 1975                | olsztyńskie                                                                         | - początkowo jako powiat jańsborski - utworzony ponownie 1 stycznia 1999 |
| pleszewski               | 1 stycznia 1956     | 31 maja 1975                | poznańskie                                                                          | - utworzony z części terytoriów powiatów: kaliskiego, konińskiego, krotoszyńskiego i jarocińskiego - utworzony ponownie 1 stycznia 1999 |
| płocki                   | 21 sierpnia 1944    | 31 maja 1975                | warszawskie                                                                         | - utworzony ponownie 1 stycznia 1999 |
| płoński                  | 21 sierpnia 1944    | 31 maja 1975                | warszawskie                                                                         | - utworzony ponownie 1 stycznia 1999 |
| poddębicki               | 1 stycznia 1956     | 31 maja 1975                | łódzkie                                                                             | - utworzony z części terytoriów powiatów: łęczyckiego, sieradzkiego i tureckiego - utworzony ponownie 1 stycznia 1999 |
| poznański                | 21 sierpnia 1944    | 31 maja 1975                | poznańskie                                                                          | - utworzony ponownie 1 stycznia 1999 |
| proszowicki              | 1 października 1954 | 31 maja 1975                | krakowskie                                                                          | - utworzony z części terytoriów powiatów: krakowskiego, miechowskiego i pińczowskiego - utworzony ponownie 1 stycznia 1999 |
| prudnicki                | 1945                | 31 maja 1975                | do 5 lipca 1950: śląskie od 6 lipca 1950: opolskie                                  | - początkowo jako powiat prądnicki - utworzony ponownie 1 stycznia 1999 |
| pruszkowski              | 1 lipca 1952        | 31 maja 1975                | warszawskie                                                                         | - utworzony z części terytoriów powiatów: grodziskomazowieckiego i warszawskiego - utworzony ponownie 1 stycznia 1999 |
| przasnyski               | 21 sierpnia 1944    | 31 maja 1975                | warszawskie                                                                         | - utworzony ponownie 1 stycznia 1999 |
| przemyski                | 21 sierpnia 1944    | 31 maja 1975                | rzeszowskie                                                                         | - utworzony ponownie 1 stycznia 1999 |
| przeworski               | 21 sierpnia 1944    | 31 maja 1975                | rzeszowskie                                                                         | - utworzony ponownie 1 stycznia 1999 |
| przysuski                | 1 stycznia 1956     | 31 maja 1975                | kieleckie                                                                           | - utworzony z części terytoriów powiatów: koneckiego, opoczyńskiego i radomskiego - utworzony ponownie 1 stycznia 1999 |
| pszczyński               | 21 sierpnia 1944    | 31 maja 1975                | do 5 lipca 1950: śląskie od 6 lipca 1950: katowickie                                | - utworzony ponownie 1 stycznia 1999 |
| pucki                    | 1 października 1954 | 31 maja 1975                | gdańskie                                                                            | - utworzony z części terytorium powiatu wejherowskiego - utworzony ponownie 1 stycznia 1999 |
| puławski                 | 21 sierpnia 1944    | 31 maja 1975                | lubelskie                                                                           | - utworzony ponownie 1 stycznia 1999 |
| pułtuski                 | 21 sierpnia 1944    | 31 maja 1975                | warszawskie                                                                         | - utworzony ponownie 1 stycznia 1999 |
| pyrzycki                 | 1945                | 31 maja 1975                | szczecińskie                                                                        | - utworzony ponownie 1 stycznia 1999 |
| raciborski               | 1945                | 31 maja 1975                | do 5 lipca 1950: śląskie od 6 lipca 1950: opolskie                                  | - utworzony ponownie 1 stycznia 1999 |
| radomski                 | 21 sierpnia 1944    | 31 maja 1975                | kieleckie                                                                           | - utworzony ponownie 1 stycznia 1999 |
| radomszczański           | 21 sierpnia 1944    | 31 maja 1975                | łódzkie                                                                             | - utworzony ponownie 1 stycznia 1999 |
| radymniański             | 1 października 1954 | 31 grudnia 1961             | rzeszowskie                                                                         | - utworzony z części terytoriów powiatów: jarosławskiego, przemyskiego i lubaczowskiego, a po zniesieniu terytorium podzielone między te same powiaty |
| radziejowski             | 1 stycznia 1956     | 31 maja 1975                | bydgoskie                                                                           | - utworzony z części terytorium powiatu aleksandrowskiego - utworzony ponownie 1 stycznia 1999 |
| radzyński                | 21 sierpnia 1944    | 31 maja 1975                | lubelskie                                                                           | - utworzony ponownie 1 stycznia 1999 |
| rawicki                  | 21 sierpnia 1944    | 31 maja 1975                | poznańskie                                                                          | - utworzony ponownie 1 stycznia 1999 |
| rawski                   | 21 sierpnia 1944    | 31 maja 1975                | warszawskie                                                                         | - utworzony ponownie 1 stycznia 1999 |
| ropczycki                | 1 stycznia 1956     | 31 maja 1975                | rzeszowskie                                                                         | - utworzony z części terytorium powiatu dębickiego - utworzony ponownie 1 stycznia 1999 jako powiat ropczycko-sędziszowski |
| rybnicki                 | 21 sierpnia 1944    | 31 maja 1975                | do 5 lipca 1950: śląskie od 6 lipca 1950: katowickie                                | - utworzony ponownie 1 stycznia 1999 |
| rycki                    | 1 stycznia 1956     | 31 maja 1975                | warszawskie                                                                         | - utworzony z części terytorium powiatu garwolińskiego - utworzony ponownie 1 stycznia 1999 |
| rypiński                 | 21 sierpnia 1944    | 31 maja 1975                | do 5 lipca 1950: pomorskie od 6 lipca 1950: bydgoskie                               | - utworzony ponownie 1 stycznia 1999 |
| rzeszowski               | 21 sierpnia 1944    | 31 maja 1975                | rzeszowskie                                                                         | - utworzony ponownie 1 stycznia 1999 |
| sandomierski             | 21 sierpnia 1944    | 31 maja 1975                | kieleckie                                                                           | - utworzony ponownie 1 stycznia 1999 |
| sanocki                  | 21 sierpnia 1944    | 31 października 1972        | rzeszowskie                                                                         | - terytorium powiatu podzielone między powiat bieszczadzki i miasto Sanok - utworzony ponownie 1 stycznia 1999 |
| sejneński                | 1 stycznia 1956     | 31 maja 1975                | białostockie                                                                        | - utworzony z części terytorium powiatu suwalskiego - utworzony ponownie 1 stycznia 1999 |
| sępoleński               | 21 sierpnia 1944    | 31 maja 1975                | do 5 lipca 1950: pomorskie od 6 lipca 1950: bydgoskie                               | - utworzony ponownie 1 stycznia 1999 |
| siedlecki                | 21 sierpnia 1944    | 31 maja 1975                | do 31 grudnia 1948: lubelskie od 1 stycznia 1949: warszawskie                       | - utworzony ponownie 1 stycznia 1999 |
| siemiatycki              | 1 lipca 1952        | 31 maja 1975                | białostockie                                                                        | - utworzony z części terytoriów powiatów: bielskiego i wysokomazowieckiego - utworzony ponownie 1 stycznia 1999 |
| sieradzki                | 21 sierpnia 1944    | 31 maja 1975                | łódzkie                                                                             | - utworzony ponownie 1 stycznia 1999 |
| sierpecki                | 21 sierpnia 1944    | 31 maja 1975                | warszawskie                                                                         | - utworzony ponownie 1 stycznia 1999 |
| skierniewicki            | 21 sierpnia 1944    | 31 maja 1975                | łódzkie                                                                             | - utworzony ponownie 1 stycznia 1999 |
| skwierzyński             | 1945                | 31 grudnia 1961             | do 5 lipca 1950: poznańskie od 6 lipca 1950: zielonogórskie                         | - terytorium podzielone między powiaty: gorzowski i międzyrzecki |
| sławieński               | 1945                | 31 maja 1975                | do 5 lipca 1950: szczecińskie od 6 lipca 1950: koszalińskie                         | - utworzony ponownie 1 stycznia 1999 |
| słubicki                 | 1945                | 31 maja 1975                | do 5 lipca 1950: poznańskie od 6 lipca 1950: zielonogórskie                         | - do 31 grudnia 1958 jako powiat rzepiński (powiat rypiński) - utworzony ponownie 1 stycznia 1999 |
| słupecki                 | 1 stycznia 1956     | 31 maja 1975                | poznańskie                                                                          | - utworzony z części terytoriów powiatów: konińskiego i wrzesińskiego - utworzony ponownie 1 stycznia 1999 |
| słupski                  | 1945                | 31 maja 1975                | do 5 lipca 1950: szczecińskie od 6 lipca 1950: koszalińskie                         | - utworzony ponownie 1 stycznia 1999 |
| sochaczewski             | 21 sierpnia 1944    | 31 maja 1975                | warszawskie                                                                         | - utworzony ponownie 1 stycznia 1999 |
| sokołowski               | 21 sierpnia 1944    | 31 maja 1975                | warszawskie                                                                         | - utworzony ponownie 1 stycznia 1999 |
| sokólski                 | 21 sierpnia 1944    | 31 maja 1975                | białostockie                                                                        | - utworzony ponownie 1 stycznia 1999 |
| stalowowolski            | 21 sierpnia 1944    | 31 maja 1975                | rzeszowskie                                                                         | - do 8 grudnia 1973 jako powiat niżański - utworzony ponownie 1 stycznia 1999 wraz z nowym powiatem niżańskim |
| starachowicki            | 21 sierpnia 1944    | 31 maja 1975                | kieleckie                                                                           | - do 8 grudnia 1973 jako powiat iłżecki - utworzony ponownie 1 stycznia 1999 |
| stargardzki              | 1945                | 31 maja 1975                | szczecińskie                                                                        | - utworzony ponownie 1 stycznia 1999 |
| starogardzki             | 21 sierpnia 1944    | 31 maja 1975                | do 6 kwietnia 1945: pomorskie od 7 kwietnia 1945: gdańskie                          | - początkowo jako powiat starogrodzki - utworzony ponownie 1 stycznia 1999 |
| staszowski               | 1 października 1954 | 31 maja 1975                | kieleckie                                                                           | - utworzony z części terytoriów powiatów: buskiego, opatowskiego i sandomierskiego - utworzony ponownie 1 stycznia 1999 |
| strzelecki (krajeński)   | 1945                | 31 maja 1975                | do 5 lipca 1950: poznańskie od 6 lipca 1950: zielonogórskie                         | - utworzony ponownie 1 stycznia 1999 jako powiat strzelecko-drezdenecki |
| strzelecki (opolski)     | 1945                | 31 maja 1975                | do 5 lipca 1950: śląskie od 6 lipca 1950: opolskie                                  | - początkowo jako powiat wielkostrzelecki - utworzony ponownie 1 stycznia 1999 |
| strzeliński              | 1945                | 31 maja 1975                | wrocławskie                                                                         | - utworzony ponownie 1 stycznia 1999 |
| strzyżowski              | 1 października 1954 | 31 maja 1975                | rzeszowskie                                                                         | - utworzony z części terytoriów powiatów: krośnieńskiego i rzeszowskiego - utworzony ponownie 1 stycznia 1999 |
| sulechowski              | 1 stycznia 1951     | 31 maja 1975                | zielonogórskie                                                                      | - utworzony z części terytoriów powiatów: babimojskiego, świebodzińskiego i zielonogórskiego |
| sulęciński               | 1945                | 31 maja 1975                | do 5 lipca 1950: poznańskie od 6 lipca 1950: zielonogórskie                         | - początkowo jako powiat cielęciński - utworzony ponownie 1 stycznia 1999 |
| suski                    | 1 stycznia 1956     | 31 maja 1975                | krakowskie                                                                          | - utworzony z części terytoriów powiatów: myślenickiego, wadowickiego i żywieckiego - utworzony ponownie 1 stycznia 1999 |
| suwalski                 | 21 sierpnia 1944    | 31 maja 1975                | białostockie                                                                        | - utworzony ponownie 1 stycznia 1999 |
| sycowski                 | 1945                | 31 maja 1975                | wrocławskie                                                                         | – |
| szamotulski              | 21 sierpnia 1944    | 31 maja 1975                | poznańskie                                                                          | - utworzony ponownie 1 stycznia 1999 |
| szczecinecki             | 1945                | 31 maja 1975                | do 5 lipca 1950: szczecińskie od 6 lipca 1950: koszalińskie                         | - utworzony ponownie 1 stycznia 1999 |
| szczeciński              | 28 czerwca 1946     | 31 maja 1975                | szczecińskie                                                                        | - utworzony ponownie 1 stycznia 1999 jako powiat policki |
| szczycieński             | 1945                | 31 maja 1975                | olsztyńskie                                                                         | - utworzony ponownie 1 stycznia 1999 |
| szprotawski              | 1945                | 31 maja 1975                | do 5 lipca 1950: wrocławskie od 6 lipca 1950: zielonogórskie                        | – |
| sztumski                 | 1945                | 31 maja 1975                | gdańskie                                                                            | - utworzony ponownie 1 stycznia 2002 |
| szubiński                | 21 sierpnia 1944    | 31 maja 1975                | do 5 lipca 1950: pomorskie od 6 lipca 1950: bydgoskie                               | – |
| szydłowiecki             | 1 października 1954 | 31 maja 1975                | kieleckie                                                                           | - utworzony z części terytoriów powiatów: koneckiego i radomskiego - utworzony ponownie 1 stycznia 1999 |
| średzki (śląski)         | 1945                | 31 maja 1975                | wrocławskie                                                                         | - utworzony ponownie 1 stycznia 1999 |
| średzki (wielkopolski)   | 21 sierpnia 1944    | 31 maja 1975                | poznańskie                                                                          | - utworzony ponownie 1 stycznia 1999 |
| śremski                  | 21 sierpnia 1944    | 31 maja 1975                | poznańskie                                                                          | - utworzony ponownie 1 stycznia 1999 |
| świdnicki                | 1945                | 31 maja 1975                | wrocławskie                                                                         | - utworzony ponownie 1 stycznia 1999 |
| świdwiński               | 1 października 1954 | 31 maja 1975                | koszalińskie                                                                        | - utworzony z części terytoriów powiatów: białogardzkiego i kołobrzeskiego - utworzony ponownie 1 stycznia 1999 |
| świebodziński            | 1945                | 31 maja 1975                | do 5 lipca 1950: poznańskie od 6 lipca 1950: zielonogórskie                         | - początkowo jako powiat sulechowsko-świebodziński (cylichowsko-świebodziński lub sulichowsko-świebodziński) - utworzony ponownie 1 stycznia 1999 |
| świecki                  | 21 sierpnia 1944    | 31 maja 1975                | do 5 lipca 1950: pomorskie od 6 lipca 1950: bydgoskie                               | - utworzony ponownie 1 stycznia 1999 |
| tarnobrzeski             | 21 sierpnia 1944    | 31 maja 1975                | rzeszowskie                                                                         | - utworzony ponownie 1 stycznia 1999 |
| tarnogórski              | 21 sierpnia 1944    | 31 maja 1975                | do 5 lipca 1950: śląskie od 6 lipca 1950: katowickie                                | - utworzony ponownie 1 stycznia 1999 |
| tarnowski                | 21 sierpnia 1944    | 31 maja 1975                | krakowskie                                                                          | - utworzony ponownie 1 stycznia 1999 |
| tczewski                 | 21 sierpnia 1944    | 31 maja 1975                | do 6 kwietnia 1945: pomorskie od 7 kwietnia 1945: gdańskie                          | - utworzony ponownie 1 stycznia 1999 |
| tomaszowski              | 21 sierpnia 1944    | 31 maja 1975                | lubelskie                                                                           | - utworzony ponownie 1 stycznia 1999 |
| toruński                 | 21 sierpnia 1944    | 31 maja 1975                | do 5 lipca 1950: pomorskie od 6 lipca 1950: bydgoskie                               | - utworzony ponownie 1 stycznia 1999 |
| trzcianecki              | 1945                | 31 maja 1975                | poznańskie                                                                          | - początkowo osobny powiat (trzciański), później włączony w skład powiatu pilskiego - do 31 grudnia 1958 jako powiat pilski - utworzony ponownie 1 stycznia 1999 jako część powiatu czarnkowsko-trzcianeckiego, powiat pilski powstał jako osobna jednostka |
| trzebnicki               | 1945                | 31 maja 1975                | wrocławskie                                                                         | - utworzony ponownie 1 stycznia 1999 |
| tucholski                | 21 sierpnia 1944    | 31 maja 1975                | do 5 lipca 1950: pomorskie od 6 lipca 1950: bydgoskie                               | - utworzony ponownie 1 stycznia 1999 |
| turecki                  | 21 sierpnia 1944    | 31 maja 1975                | poznańskie                                                                          | - utworzony ponownie 1 stycznia 1999 |
| tyski                    | 1 października 1954 | 31 maja 1975                | katowickie                                                                          | - utworzony z części terytorium powiatu pszczyńskiego - utworzony ponownie 1 stycznia 1999, od 1 stycznia 2002 jako powiat bieruńsko-lędziński |
| ustrzycki                | 21 sierpnia 1944    | 31 października 1972        | rzeszowskie                                                                         | - całość terytorium włączona w skład nowego powiatu bieszczadzkiego - utworzony ponownie 1 stycznia 1999 jako powiat bieszczadzki |
| wadowicki                | 21 sierpnia 1944    | 31 maja 1975                | krakowskie                                                                          | - utworzony ponownie 1 stycznia 1999 |
| wałbrzyski               | 1945                | 31 maja 1975                | wrocławskie                                                                         | - utworzony ponownie 1 stycznia 1999 |
| wałecki                  | 1945                | 31 maja 1975                | do 5 lipca 1950: szczecińskie od 6 lipca 1950: koszalińskie                         | - utworzony ponownie 1 stycznia 1999 |
| warszawski               | 21 sierpnia 1944    | 30 czerwca 1952             | warszawskie                                                                         | - terytorium podzielone między powiaty: piaseczyński, pruszkowski, miejsko-uzdrowiskowy Otwock oraz wołomiński |
| wąbrzeski                | 21 sierpnia 1944    | 31 maja 1975                | do 5 lipca 1950: pomorskie od 6 lipca 1950: bydgoskie                               | - utworzony ponownie 1 stycznia 1999 |
| wągrowiecki              | 21 sierpnia 1944    | 31 maja 1975                | poznańskie                                                                          | - utworzony ponownie 1 stycznia 1999 |
| wejherowski              | 21 sierpnia 1944    | 31 maja 1975                | do 6 kwietnia 1945: pomorskie od 7 kwietnia 1945: gdańskie                          | - do 30 czerwca 1951 jako powiat morski - utworzony ponownie 1 stycznia 1999 |
| węgorzewski              | 1945                | 31 maja 1975                | olsztyńskie                                                                         | - początkowo jako powiat węgoborski - utworzony ponownie 1 stycznia 2002 |
| węgrowski                | 21 sierpnia 1944    | 31 maja 1975                | warszawskie                                                                         | - utworzony ponownie 1 stycznia 1999 |
| wielecki                 | 1945                | 29 maja 1946                | –                                                                                   | - do 3 października 1945 jako powiat wkryujski - całość terytorium włączona w skład nowego powiatu szczecińskiego |
| wieluński                | 21 sierpnia 1944    | 31 maja 1975                | łódzkie                                                                             | - utworzony ponownie 1 stycznia 1999 |
| wieruszowski             | 13 listopada 1954   | 31 maja 1975                | łódzkie                                                                             | - utworzony z części terytoriów powiatów: kępińskiego i wieluńskiego - utworzony ponownie 1 stycznia 1999 |
| włocławski               | 21 sierpnia 1944    | 31 maja 1975                | do 5 lipca 1950: pomorskie od 6 lipca 1950: bydgoskie                               | - utworzony ponownie 1 stycznia 1999 |
| włodawski                | 21 sierpnia 1944    | 31 maja 1975                | lubelskie                                                                           | - utworzony ponownie 1 stycznia 1999 |
| włoszczowski             | 21 sierpnia 1944    | 31 maja 1975                | kieleckie                                                                           | - utworzony ponownie 1 stycznia 1999 |
| wodzisławski             | 1 października 1954 | 31 maja 1975                | katowickie                                                                          | - utworzony z części terytorium powiatu rybnickiego - utworzony ponownie 1 stycznia 1999 |
| woliński                 | 1945                | 31 grudnia 1972             | szczecińskie                                                                        | - do 3 października 1945 jako powiat uznamsko-woliński (uzdamsko-woliński) - terytorium podzielone między powiat kamieński i miasto Świnoujście |
| wolsztyński              | 21 sierpnia 1944    | 31 maja 1975                | poznańskie                                                                          | - utworzony ponownie 1 stycznia 1999 |
| wołomiński               | 21 sierpnia 1944    | 31 maja 1975                | warszawskie                                                                         | - do 30 czerwca 1952 jako powiat radzymiński - utworzony ponownie 1 stycznia 1999 |
| wołowski                 | 1945                | 31 maja 1975                | wrocławskie                                                                         | - utworzony ponownie 1 stycznia 1999 |
| wrocławski               | 1945                | 31 maja 1975                | wrocławskie                                                                         | - utworzony ponownie 1 stycznia 1999 |
| wrzesiński               | 21 sierpnia 1944    | 31 maja 1975                | poznańskie                                                                          | - utworzony ponownie 1 stycznia 1999 |
| wschowski                | 28 lipca 1945       | 31 maja 1975                | do 5 lipca 1950: poznańskie od 6 lipca 1950: zielonogórskie                         | - utworzony ponownie 1 stycznia 2002 |
| wyrzyski                 | 21 sierpnia 1944    | 31 maja 1975                | do 5 lipca 1950: pomorskie od 6 lipca 1950: bydgoskie                               | – |
| wysokomazowiecki         | 21 sierpnia 1944    | 31 maja 1975                | białostockie                                                                        | - utworzony ponownie 1 stycznia 1999 |
| wyszkowski               | 1 stycznia 1956     | 31 maja 1975                | warszawskie                                                                         | - utworzony z części terytoriów powiatów: ostrowskiego, pułtuskiego i wołomińskiego - utworzony ponownie 1 stycznia 1999 |
| zambrowski               | 13 listopada 1954   | 31 maja 1975                | białostockie                                                                        | - utworzony z części terytorium powiatu łomżyńskiego - utworzony ponownie 1 stycznia 1999 |
| zamojski                 | 21 sierpnia 1944    | 31 maja 1975                | lubelskie                                                                           | - utworzony ponownie 1 stycznia 1999 |
| zawierciański            | 21 sierpnia 1944    | 31 maja 1975                | do 17 sierpnia 1945: kieleckie do 5 lipca 1950: śląskie od 6 lipca 1950: katowickie | - utworzony ponownie 1 stycznia 1999 |
| ząbkowicki               | 1945                | 31 maja 1975                | wrocławskie                                                                         | - utworzony ponownie 1 stycznia 1999 |
| zgorzelecki              | 1945                | 31 maja 1975                | wrocławskie                                                                         | - początkowo jako powiat zgorzelicki - utworzony ponownie 1 stycznia 1999 |
| zielonogórski            | 28 lipca 1945       | 31 maja 1975                | do 5 lipca 1950: poznańskie od 6 lipca 1950: zielonogórskie                         | - utworzony ponownie 1 stycznia 1999 |
| złotoryjski              | 1945                | 31 maja 1975                | wrocławskie                                                                         | - początkowo jako powiat złotogórski - utworzony ponownie 1 stycznia 1999 |
| złotowski                | 1945                | 31 maja 1975                | do 5 lipca 1950: szczecińskie od 6 lipca 1950: koszalińskie                         | - utworzony ponownie 1 stycznia 1999 |
| zwoleński                | 1 października 1954 | 31 maja 1975                | kieleckie                                                                           | - utworzony z części terytoriów powiatów: iłżeckiego i kozienickiego - utworzony ponownie 1 stycznia 1999 |
| żagański                 | 1945                | 31 maja 1975                | do 5 lipca 1950: poznańskie od 6 lipca 1950: zielonogórskie                         | - utworzony ponownie 1 stycznia 1999 |
| żarski                   | 1945                | 31 maja 1975                | do 5 lipca 1950: poznańskie od 6 lipca 1950: zielonogórskie                         | - początkowo jako powiat żarowski - utworzony ponownie 1 stycznia 1999 |
| żniński                  | 21 sierpnia 1944    | 31 maja 1975                | do 5 lipca 1950: poznańskie od 6 lipca 1950: bydgoskie                              | - utworzony ponownie 1 stycznia 1999 |
| żuromiński               | 1 stycznia 1956     | 31 maja 1975                | warszawskie                                                                         | - utworzony z części terytoriów powiatów: mławskiego, rypińskiego i sierpeckiego - utworzony ponownie 1 stycznia 1999 |
| żywiecki                 | 21 sierpnia 1944    | 31 maja 1975                | krakowskie                                                                          | - utworzony ponownie 1 stycznia 1999 |

## Wykazpowiatów grodzkich
| Powiat                      | Od                       | Do                        | Województwo                                                                         | Dodatkowe informacje                                                                        |
| --------------------------- | ------------------------ | ------------------------- | ----------------------------------------------------------------------------------- | ------------------------------------------------------------------------------------------- |
| Będzin                      | 22 marca 1948            | 31 maja 1975              | do 17 sierpnia 1945: kieleckie do 5 lipca 1950: śląskie od 6 lipca 1950: katowickie | - miasto wydzielone z powiatu będzińskiego                                                  |
| Biała (Krakowska)           | 1 lipca 1948             | 31 grudnia 1950           | krakowskie                                                                          | - miasto wydzielone z powiatu bialskiego - włączone w skład nowego miasta Bielsko-Biała     |
| Białystok                   | 21 sierpnia 1944         | 31 maja 1975              | białostockie                                                                        | - wydzielone ponownie 1 stycznia 1999                                                       |
| Bielsko                     | 1948                     | 31 grudnia 1950           | do 5 lipca 1950: śląskie od 6 lipca 1950: katowickie                                | - miasto wydzielone z powiatu bielskiego - włączone w skład nowego miasta Bielsko-Biała     |
| Bielsko-Biała               | 1 stycznia 1951          | 31 maja 1975              | katowickie                                                                          | - utworzony z połączenia miast: Bielsko i Biała - wydzielone ponownie 1 stycznia 1999       |
| Brzeg                       | 1945 14 kwietnia 1951    | 29 maja 1946 31 maja 1975 | do 5 lipca 1950: wrocławskie od 6 lipca 1950: opolskie                              | - miasto wydzielone z powiatu brzeskiego                                                    |
| Bydgoszcz                   | 21 sierpnia 1944         | 31 maja 1975              | do 5 lipca 1950: pomorskie od 6 lipca 1950: bydgoskie                               | - wydzielone ponownie 1 stycznia 1999                                                       |
| Bytom                       | 1945                     | 31 maja 1975              | do 5 lipca 1950: śląskie od 6 lipca 1950: katowickie                                | - wydzielone ponownie 1 stycznia 1999                                                       |
| Chełm                       | 14 kwietnia 1951         | 31 maja 1975              | lubelskie                                                                           | - miasto wydzielone z powiatu chełmskiego - wydzielone ponownie 1 stycznia 1999             |
| Chorzów                     | 21 sierpnia 1944         | 31 maja 1975              | do 5 lipca 1950: śląskie od 6 lipca 1950: katowickie                                | - wydzielone ponownie 1 stycznia 1999                                                       |
| Cieszyn                     | 14 kwietnia 1951         | 31 maja 1975              | do 5 lipca 1950: śląskie od 6 lipca 1950: katowickie                                | - miasto wydzielone z powiatu cieszyńskiego                                                 |
| Czeladź                     | 1 kwietnia 1951          | 31 maja 1975              | do 5 lipca 1950: śląskie od 6 lipca 1950: katowickie                                | - miasto wydzielone z powiatu będzińskiego                                                  |
| Częstochowa                 | 21 sierpnia 1944         | 31 maja 1975              | do 5 lipca 1950: kieleckie od 6 lipca 1950: katowickie                              | - wydzielone ponownie 1 stycznia 1999                                                       |
| Dąbrowa Górnicza            | 15 lutego 1949           | 31 maja 1975              | do 5 lipca 1950: śląskie od 6 lipca 1950: katowickie                                | - miasto wydzielone z powiatu będzińskiego - wydzielone ponownie 1 stycznia 1999            |
| Elbląg                      | 1945 1948                | 29 maja 1946 31 maja 1975 | gdańskie                                                                            | - miasto wydzielone z powiatu elbląskiego - wydzielone ponownie 1 stycznia 1999             |
| Gdańsk                      | 30 marca 1945            | 31 maja 1975              | gdańskie                                                                            | - wydzielone ponownie 1 stycznia 1999                                                       |
| Gdynia                      | 21 sierpnia 1944         | 31 maja 1975              | do 6 kwietnia 1945: pomorskie od 7 kwietnia 1945: gdańskie                          | - wydzielone ponownie 1 stycznia 1999                                                       |
| Gliwice                     | 1945                     | 31 maja 1975              | do 5 lipca 1950: śląskie od 6 lipca 1950: katowickie                                | - wydzielone ponownie 1 stycznia 1999                                                       |
| Głogów                      | 1945                     | 29 maja 1946              | wrocławskie                                                                         | - miasto włączone w skład powiatu głogowskiego                                              |
| Gniezno                     | 21 sierpnia 1944         | 31 maja 1975              | poznańskie                                                                          | –                                                                                           |
| Gorzów Wielkopolski         | 1945 1948                | 29 maja 1946 31 maja 1975 | do 5 lipca 1950: poznańskie od 6 lipca 1950: zielonogórskie                         | - miasto wydzielone z powiatu gorzowskiego - wydzielone ponownie 1 stycznia 1999            |
| Grudziądz                   | 21 sierpnia 1944         | 31 maja 1975              | do 5 lipca 1950: pomorskie od 6 lipca 1950: bydgoskie                               | - wydzielone ponownie 1 stycznia 1999                                                       |
| Inowrocław                  | 21 sierpnia 1944         | 31 maja 1975              | do 5 lipca 1950: pomorskie od 6 lipca 1950: bydgoskie                               | –                                                                                           |
| Jaworzno                    | 20 marca 1956            | 31 maja 1975              | krakowskie                                                                          | - miasto wydzielone z powiatu chrzanowskiego - wydzielone ponownie 1 stycznia 1999          |
| Jelenia Góra                | 1945 1948                | 29 maja 1946 31 maja 1975 | wrocławskie                                                                         | - miasto wydzielone z powiatu jeleniogórskiego - wydzielone ponownie 1 stycznia 1999        |
| Kalisz                      | 1947                     | 31 maja 1975              | poznańskie                                                                          | - miasto wydzielone z powiatu kaliskiego - wydzielone ponownie 1 stycznia 1999              |
| Katowice                    | 21 sierpnia 1944         | 31 maja 1975              | do 5 lipca 1950: śląskie od 6 lipca 1950: katowickie                                | - w latach 1953–1956 jako Stalinogród - wydzielone ponownie 1 stycznia 1999                 |
| Kielce                      | 1947                     | 31 maja 1975              | kieleckie                                                                           | - miasto wydzielone z powiatu kieleckiego - wydzielone ponownie 1 stycznia 1999             |
| Kołobrzeg                   | 1945                     | 29 maja 1946              | szczecińskie                                                                        | - miasto włączone w skład powiatu kołobrzeskiego                                            |
| Konin                       | 1 października 1973      | 31 maja 1975              | poznańskie                                                                          | - miasto wydzielone z powiatu konińskiego - wydzielone ponownie 1 stycznia 1999             |
| Koszalin                    | 1945 6 lipca 1950        | 29 maja 1946 31 maja 1975 | do 5 lipca 1950: szczecińskie od 6 lipca 1950: koszalińskie                         | - miasto wydzielone z powiatu koszalińskiego - wydzielone ponownie 1 stycznia 1999          |
| Kraków                      | 21 sierpnia 1944         | 31 maja 1975              | do 31 grudnia 1956: krakowskie od 1 stycznia 1957: miasto wydzielone                | - wydzielone ponownie 1 stycznia 1999                                                       |
| Legnica                     | 1945 1948                | 29 maja 1946 31 maja 1975 | wrocławskie                                                                         | - miasto wydzielone z powiatu legnickiego - wydzielone ponownie 1 stycznia 1999             |
| Leszno                      | 14 kwietnia 1951         | 31 maja 1975              | poznańskie                                                                          | - miasto wydzielone z powiatu leszczyńskiego - wydzielone ponownie 1 stycznia 1999          |
| Lublin                      | 21 sierpnia 1944         | 31 maja 1975              | lubelskie                                                                           | - wydzielone ponownie 1 stycznia 1999                                                       |
| Łódź                        | 21 sierpnia 1944         | 31 maja 1975              | do 19 września 1945: łódzkie od 20 września 1945: miasto wydzielone                 | - wydzielone ponownie 1 stycznia 1999                                                       |
| Mysłowice                   | 1 kwietnia 1951          | 31 maja 1975              | do 5 lipca 1950: śląskie od 6 lipca 1950: katowickie                                | - miasto wydzielone z powiatu katowickiego - wydzielone ponownie 1 stycznia 1999            |
| Nowy Bytom                  | 1 kwietnia 1951          | 31 grudnia 1958           | do 5 lipca 1950: śląskie od 6 lipca 1950: katowickie                                | - miasto wydzielone z powiatu katowickiego - włączone w skład nowego miasta Ruda Śląska     |
| Nowy Sącz                   | 14 kwietnia 1951         | 31 maja 1975              | krakowskie                                                                          | - miasto wydzielone z powiatu nowosądeckiego - wydzielone ponownie 1 stycznia 1999          |
| Nysa                        | 1945 1948                | 29 maja 1946 31 maja 1975 | do 5 lipca 1950: śląskie od 6 lipca 1950: opolskie                                  | - miasto wydzielone z powiatu nyskiego                                                      |
| Olsztyn                     | 1945                     | 31 maja 1975              | olsztyńskie                                                                         | - wydzielone ponownie 1 stycznia 1999                                                       |
| Opole                       | 1945 1948                | 29 maja 1946 31 maja 1975 | do 5 lipca 1950: śląskie od 6 lipca 1950: opolskie                                  | - miasto wydzielone z powiatu opolskiego - wydzielone ponownie 1 stycznia 1999              |
| Ostrowiec Świętokrzyski     | 14 kwietnia 1951         | 31 maja 1975              | kieleckie                                                                           | - miasto wydzielone z powiatu opatowskiego                                                  |
| Ostrów Wielkopolski         | 14 kwietnia 1951         | 31 maja 1975              | poznańskie                                                                          | - miasto wydzielone z powiatu ostrowskiego                                                  |
| miejsko-uzdrowiskowy Otwock | 1 lipca 1952             | 31 grudnia 1957           | warszawskie                                                                         | - miasto wydzielone z powiatu warszawskiego - przekształcony w powiat otwocki               |
| Otwock                      | 1 stycznia 1958          | 31 maja 1975              | warszawskie                                                                         | - miasto wydzielone z powiatu otwockiego                                                    |
| Pabianice                   | 14 kwietnia 1951         | 31 maja 1975              | łódzkie                                                                             | - miasto wydzielone z powiatu łaskiego                                                      |
| Piła                        | 1945 1948                | 29 maja 1946 31 maja 1975 | poznańskie                                                                          | - miasto wydzielone z powiatu pilskiego                                                     |
| Piotrków Trybunalski        | 1947                     | 31 maja 1975              | łódzkie                                                                             | - miasto wydzielone z powiatu piotrkowskiego - wydzielone ponownie 1 stycznia 1999          |
| Płock                       | 1948                     | 31 maja 1975              | warszawskie                                                                         | - miasto wydzielone z powiatu płockiego - wydzielone ponownie 1 stycznia 1999               |
| Poznań                      | 21 sierpnia 1944         | 31 maja 1975              | do 31 grudnia 1956: poznańskie od 1 stycznia 1957: miasto wydzielone                | - wydzielone ponownie 1 stycznia 1999                                                       |
| Pruszków                    | 14 kwietnia 1951         | 31 maja 1975              | warszawskie                                                                         | - miasto wydzielone z powiatu warszawskiego                                                 |
| Przemyśl                    | 14 kwietnia 1951         | 31 maja 1975              | rzeszowskie                                                                         | - miasto wydzielone z powiatu przemyskiego - wydzielone ponownie 1 stycznia 1999            |
| Racibórz                    | 1945 1948                | 29 maja 1946 31 maja 1975 | do 5 lipca 1950: śląskie od 6 lipca 1950: opolskie                                  | - miasto wydzielone z powiatu raciborskiego                                                 |
| Radom                       | 21 sierpnia 1944         | 31 maja 1975              | kieleckie                                                                           | - wydzielone ponownie 1 stycznia 1999                                                       |
| Ruda                        | 1 kwietnia 1951          | 31 grudnia 1958           | do 5 lipca 1950: śląskie od 6 lipca 1950: katowickie                                | - miasto wydzielone z powiatu katowickiego - włączone w skład nowego miasta Ruda Śląska     |
| Ruda Śląska                 | 1 stycznia 1959          | 31 maja 1975              | katowickie                                                                          | - utworzony z połączenia miast: Nowy Bytom i Ruda - wydzielone ponownie 1 stycznia 1999     |
| Rybnik                      | 1 stycznia 1951          | 31 maja 1975              | do 5 lipca 1950: śląskie od 6 lipca 1950: katowickie                                | - miasto wydzielone z powiatu rybnickiego - wydzielone ponownie 1 stycznia 1999             |
| Rzeszów                     | 6 lipca 1950             | 31 maja 1975              | rzeszowskie                                                                         | - miasto wydzielone z powiatu rzeszowskiego - wydzielone ponownie 1 stycznia 1999           |
| Sanok                       | 1 listopada 1972         | 31 maja 1975              | rzeszowskie                                                                         | - miasto wydzielone ze znoszonego powiatu sanockiego                                        |
| Siedlce                     | 1948                     | 31 maja 1975              | do 31 grudnia 1948: lubelskie od 1 stycznia 1949: warszawskie                       | - miasto wydzielone z powiatu siedleckiego - wydzielone ponownie 1 stycznia 1999            |
| Siemianowice Śląskie        | 1 kwietnia 1951          | 31 maja 1975              | do 5 lipca 1950: śląskie od 6 lipca 1950: katowickie                                | - miasto wydzielone z powiatu katowickiego - wydzielone ponownie 1 stycznia 1999            |
| Skarżysko-Kamienna          | 1 kwietnia 1954          | 31 maja 1975              | kieleckie                                                                           | - miasto wydzielone z powiatu kieleckiego                                                   |
| Słupsk                      | 1945 1948                | 29 maja 1946 31 maja 1975 | do 5 lipca 1950: szczecińskie od 6 lipca 1950: koszalińskie                         | - miasto wydzielone z powiatu słupskiego - wydzielone ponownie 1 stycznia 1999              |
| Sopot                       | 30 marca 1945            | 31 maja 1975              | gdańskie                                                                            | - wydzielone ponownie 1 stycznia 1999                                                       |
| Sosnowiec                   | 21 sierpnia 1944         | 31 maja 1975              | do 5 lipca 1950: śląskie od 6 lipca 1950: katowickie                                | - wydzielone ponownie 1 stycznia 1999                                                       |
| Stalowa Wola                | 1 lipca 1953             | 31 maja 1975              | rzeszowskie                                                                         | - miasto wydzielone z powiatu niżańskiego                                                   |
| Starachowice                | 1 lipca 1952             | 31 maja 1975              | kieleckie                                                                           | - miasto wydzielone z powiatu iłżeckiego                                                    |
| Stargard                    | 1945 1 października 1973 | 29 maja 1946 31 maja 1975 | szczecińskie                                                                        | - miasto wydzielone z powiatu stargardzkiego                                                |
| Szczecin                    | 1945                     | 31 maja 1975              | szczecińskie                                                                        | - wydzielone ponownie 1 stycznia 1999                                                       |
| Szopienice                  | 1 kwietnia 1951          | 30 grudnia 1959           | do 5 lipca 1950: śląskie od 6 lipca 1950: katowickie                                | - miasto wydzielone z powiatu katowickiego - miasto włączone w skład Katowic                |
| Świdnica                    | 1945 1948                | 29 maja 1946 31 maja 1975 | wrocławskie                                                                         | - miasto wydzielone z powiatu świdnickiego                                                  |
| Świętochłowice              | 1 kwietnia 1951          | 31 maja 1975              | do 5 lipca 1950: śląskie od 6 lipca 1950: katowickie                                | - miasto wydzielone z powiatu katowickiego - wydzielone ponownie 1 stycznia 1999            |
| Świnoujście                 | 1 stycznia 1973          | 31 maja 1975              | szczecińskie                                                                        | - miasto wydzielone ze znoszonego powiatu wolińskiego - wydzielone ponownie 1 stycznia 1999 |
| Tarnów                      | 14 kwietnia 1951         | 31 maja 1975              | krakowskie                                                                          | - miasto wydzielone z powiatu tarnowskiego - wydzielone ponownie 1 stycznia 1999            |
| Tczew                       | 1 lipca 1952             | 31 maja 1975              | do 6 kwietnia 1945: pomorskie od 7 kwietnia 1945: gdańskie                          | - miasto wydzielone z powiatu tczewskiego                                                   |
| Tomaszów Mazowiecki         | 1948                     | 31 maja 1975              | łódzkie                                                                             | - miasto wydzielone z powiatu brzezińskiego                                                 |
| Toruń                       | 21 sierpnia 1944         | 31 maja 1975              | do 5 lipca 1950: pomorskie od 6 lipca 1950: bydgoskie                               | - wydzielone ponownie 1 stycznia 1999                                                       |
| Tychy                       | 1 stycznia 1956          | 31 maja 1975              | do 5 lipca 1950: śląskie od 6 lipca 1950: katowickie                                | - miasto wydzielone z powiatu tyskiego - wydzielone ponownie 1 stycznia 1999                |
| Wałbrzych                   | 1945                     | 31 maja 1975              | wrocławskie                                                                         | - wydzielone ponownie 1 stycznia 1999 i 1 stycznia 2013                                     |
| Warszawa                    | 21 sierpnia 1944         | 31 maja 1975              | miasto wydzielone                                                                   | - wydzielone ponownie 28 października 2002                                                  |
| Włocławek                   | 1947                     | 31 maja 1975              | do 5 lipca 1950: pomorskie od 6 lipca 1950: bydgoskie                               | - miasto wydzielone z powiatu włocławskiego - wydzielone ponownie 1 stycznia 1999           |
| Wrocław                     | 1945                     | 31 maja 1975              | do 31 grudnia 1956:wrocławskie od 1 stycznia 1957: miasto wydzielone                | - wydzielone ponownie 1 stycznia 1999                                                       |
| Zabrze                      | 1945                     | 31 maja 1975              | do 5 lipca 1950: śląskie od 6 lipca 1950: katowickie                                | - wydzielone ponownie 1 stycznia 1999                                                       |
| Zakopane                    | 14 kwietnia 1951         | 31 maja 1975              | krakowskie                                                                          | - miasto wydzielone z powiatu nowotarskiego                                                 |
| Zamość                      | 1 lipca 1952             | 31 maja 1975              | lubelskie                                                                           | - miasto wydzielone z powiatu zamojskiego - wydzielone ponownie 1 stycznia 1999             |
| Zawiercie                   | 1948                     | 31 maja 1975              | do 17 sierpnia 1945: kieleckie do 5 lipca 1950: śląskie od 6 lipca 1950: katowickie | - miasto wydzielone z powiatu zawierciańskiego                                              |
| Zduńska Wola                | 1 lipca 1956             | 31 maja 1975              | łódzkie                                                                             | - miasto wydzielone z powiatu sieradzkiego                                                  |
| Zgierz                      | 14 kwietnia 1951         | 31 maja 1975              | łódzkie                                                                             | - miasto wydzielone z powiatu łódzkiego                                                     |
| Zielona Góra                | 6 lipca 1950             | 31 maja 1975              | do 5 lipca 1950: poznańskie od 6 lipca 1950: zielonogórskie                         | - miasto wydzielone z powiatu zielonogórskiego - wydzielone ponownie 1 stycznia 1999        |
| Żyrardów                    | 1948                     | 31 maja 1975              | warszawskie                                                                         | - miasto wydzielone z powiatu grodziskomazowieckiego                                        |